# Stynede træer
Stynede træer er træer, der er meget hårdt beskåret. Indgrebet bygger på en metode udviklet i middelalderen. Selve styningen betyder at alle skud bliver skåret tilbage til samme punkt med jævne mellemrum.
Starten på styning foregår ved at save hele toppen af træet typisk i højde fra en til tre meter – enten ved blot at save stammen over eller ved at save grene over, derved tvinger man træet til at bryde frem med nye skud og grene ved det afsavede sted. Evnen til at skyde igen er størst hvis diameteren på stammen/grenen ikke er over 10-20 cm. Derefter skæres nye skud af og efterhånden dannes der knuder, deraf navnet knudebeskæring, der hvor grenene klippes af hvert år. I knuderne sidder de nye vækstknopper, hvorfra nye skud og grene bryder frem til foråret. 
Fra middelalderen har man dyrket stynede pil og popler som en alternativ afgrøde i markskel. Hvert år når de lange nye skud brød frem fra knuderne, blev skuddene høstet og brugt både som føde for sultne kreaturer, til flettede hegn og brændsel.
Stort set alle løvtræer er egnet til styning, men ikke nåletræer med undtagelse af taks. Særlig egnet til styning er el, ask, elm, lind, eg, pil, poppel, navr, hassel, tjørn og avnbøg.
I kulturlandskabet hvor de stynede træer står tilbage, er det vigtigt at styne dem hver vinter for at bevare dem. 
Styning foregår hvert år ved at skære skud af ind til knudedannelsen i januar eller februar. 
Der bruges også et andet udtryk for at styne træer, nemlig at stævne træer, men forskellen er at stævning foregår nær jordoverfladen.